# Hogar de ancianos Coronel Perón
El Hogar de Ancianos Coronel Perón es un instituto geriátrico que fue inaugurado por María Eva Duarte de Perón el 17 de octubre de 1948 en la localidad de Burzaco, Partido de Almirante Brown, Provincia de Buenos Aires. 

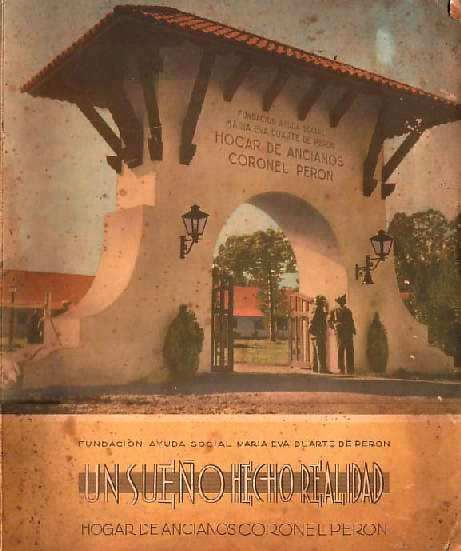
Un afiche de la época publicitando la inauguración del Hogar.

La Institución geriátrica fue adquirida por la Fundación Ayuda Social María Eva Duarte de Perón, en junio de 1948 a la Sociedad Alemana de Beneficencia, después de ampliaciones y mejoras realizadas por la Fundación Ayuda Social y la Dirección Nacional de Asistencia Social, se situaba sobre un terreno de 32 hectáreas y contaba con tres pabellones dormitorios, cocina comedor para internos, comedores para personal, salón de actos, capilla, sector de administración, pabellón médico con consultorio y sala con 30 camas, peluquería, vestuarios para el personal, imprenta, taller de laborterapia, etc. 
Una vez perpetrado el golpe de Estado que la autoproclamada Revolución Libertadora dio al gobierno democrático del general Perón el 16 de septiembre de 1955, se prohibió por decreto en todo el territorio de la Nación la utilización de los nombres, figuras, retratos, fotografías, esculturas y todo cuanto se considerara referido a Perón, Evita, al peronismo, justicialismo o hiciera referencia a ello y, en consecuencia, el hogar cambió de nombre.
El 17 de octubre de 1973, con el Tercer Gobierno de Perón, al cumplirse el 25° aniversario de la creación del Hogar de Ancianos, se colocó una placa en homenaje a su fundadora María Eva Duarte de Perón. 
De los cuatro establecimientos de este tipo levantados en el Primer Gobierno Peronista (1946–1952), es éste el único que se mantiene en funcionamiento y conserva su particular estilo arquitectónico.